# Henry Kingsley
Henry Kingsley, född 2 januari 1830 i Barnack i Northamptonshire, död 24 maj 1876 i Cuckfield i West Sussex, var en brittisk romanförfattare, bror till Charles Kingsley.
Kingsley avbröt 1853 sina studier i Oxford och for till Australien, där han stannade i sex år. Efter sin återkomst arbetade han i tidskrifter och skrev romaner. Åren 1870-71 var han redaktör av "Daily Review" i Edinburgh, organet för den skotska frikyrkligheten. Som krigskorrespondent för denna tidskrift bevistade han slaget vid Sedan. Kingsley skrev en mängd romaner med underhållande intrig och goda skildringar, i synnerhet av livet i Australien. Bäst anses de första vara: The recollections of Geoffry Hamlyn (1859) och Ravenshoe (1861).